# Mozilla Corporation
Mozilla Corporation (скорочено MoCo) є дочірньою компанією Mozilla Foundation, яка координує і інтегрує розвиток Інтернет-додатків, таких як Mozilla Firefox і SeaMonkey веббраузерів, а також поштового клієнту Mozilla Thunderbird за допомоги глобального співтовариства open-source розробників, деякі з яких є співробітниками самої корпорації. Корпорація також поширює і рекламує ці продукти. На відміну від некомерційних організацій Mozilla Foundation, та проект з відкритим вихідним кодом Mozilla, засновані на нині неіснуючій корпорації Netscape Communications, Mozilla Corporation є оподаткованим об'єктом. Mozilla Corporation реінвестує всі прибутки назад в Mozilla проекти. Mozilla Corporation висловила свою мету — працювати в напрямку суспільного блага Mozilla Foundation,щоб «сприяти вибору та інноваціям в Інтернеті».

Стаття MozillaZine пояснює: 
Mozilla Foundation, в результаті, цілком контролюватиме діяльність Mozilla Corporation і збереже її в 100 % власності нової дочірньої компанії. Будь-які прибутки, отримані корпорацією Mozilla будуть вкладені назад у проект Mozilla. Ні для акціонерів, ні для опціонів акції не будуть випускатися і дивіденди не будуть виплачуватися. Mozilla Corporation не буде плаваючою на фондовому ринку, і тому, буде неможливим для будь-якої компанії придбати частину у дочірньої компанії. Mozilla Foundation продовжить володіти товарними знаками Mozilla та іншими правами на інтелектуальну власність і буде ліцензувати їх для Mozilla Corporation. Фонд також продовжить керувати репозиторієм вихідного коду і контролю.

## Створення
Mozilla Corporation була заснована 3 серпня 2005 року для обробки прибутків операцій, пов'язаних з Mozilla Foundation. Як некомерційна організація Mozilla Foundation є обмеженою з точки зору типів і розмірів доходів. Mozilla Corporation, як оподатковувана організація (по суті, комерційної експлуатації), не має дотримуватися таких суворих правил. Після створення, Mozilla Corporation захопила декілька районів від Mozilla Foundation, в тому числі райони координації та інтеграції, розвитку Firefox і Thunderbird (світової спільноти вільного програмного забезпечення) та управління відносинами з бізнесом.
Зі створенням корпорації Mozilla, інші Mozilla Foundation переорієнтувалися і сконцентрувалися навколо управління і політичних питань проекту Mozilla. У листопаді 2005 року, з виходом Mozilla Firefox 1.5, Mozilla Corporation на сайті mozilla.com був представлений як новий будинок для Firefox і Thunderbird товарів в інтернеті.
У 2006 році Mozilla Corporation отримала $66 800 000 доходів і $19,8 млн до витрат, 85 % цього доходу надходить з Google, а саме з призначення Google як пошукової системи за умовчанням браузера, і за кліки на оголошення, розміщені на наступних сторінках результатів пошуку."

## Помітні події
У березні 2006 року, Jason Calacanis відписував чутки в своєму блозі, ніби Mozilla Corporation отримала $72 млн у попередньому році, в основному, завдяки Google в полі пошуку браузера Firefox. Чутки було дійшли до Christopher Blizzard, член правління спростував їх у своєму блозі, проте не виключив такий порядок." Два роки по тому, TechCrunch писав: «В обмін на встановлення Google як пошукової системи за замовчуванням у браузері Firefox, Google платить Mozilla значну суму — у 2006 році сума склала близько $57 млн або 85% прибутків компанії. Угода спочатку мала закінчитися в 2006 році, але пізніше була продовжена до 2008 року і буде дієвою до кінця 2011 року.» Правочин був знову продовжений ще на 3 роки, до листопада 2014 року. У цю останню операцію Mozilla отримала ще $900 млн ($300 млн в рік) від Google, що майже втричі більше попередньої суми.
У серпні 2006 року Microsoft розмістила на Mozilla лист новин і запропонувала відкрити нову open-source установу у своїй штаб-квартирі в Редмонді (штат Вашингтон) для інженерів програмного забезпечення Mozilla. Mozilla прийняв пропозицію.
У березні 2014 року Mozilla потрапив під критику після того, як Брендан Айк був призначений новим головним виконавчим директором (CEO). У 2008 році, Eich внесла $1000 внесок у підтримку California Proposition 8, ініціативою голосування, було відмовлено у визнанні одностатевих шлюбів, здійснених у штаті Каліфорнія, яка була підтримана більшістю виборців Каліфорнії. Три з шести членів ради Mozilla, як повідомляється, подали у відставку з приводу вибору генерального директора, хоча Mozilla сказав, що звільнення членів правління відбулося з «різних причин» і підтвердили свою незмінну прихильність ЛГБТ-рівності, в тому числі і одностатевих шлюбів. 1 квітня, в онлайн-знайомств сайт OkCupid почав демонструвати відвідувачам за допомогою Mozilla Firefox повідомлення, закликаючи їх перейти на інший браузер, вказуючи на те, що 8 % одружень на OkCupid — одруження одностатевих пар. 3 квітня, Mozilla оголосила, що Айк вирішив піти з поста генерального директора, а також залишити правління Mozilla Foundation. Публічні напади на Айк за його особисті політичні погляди, які до цього призвели і самі малювали багато критики, в тому числі доносом гей-активіста, блогера Ендрю Саллівана, почали називати «найбільш відкритим, нахабним прикладом нового фашизму» Ньют Гінгріч.
У квітні 2014 року тимчасовим генеральним директором був призначений Кріс Берд, колишній директор з маркетингу в компанії Mozilla, який був призначений генеральним директором 28 липня того ж року.

## Місця роботи

### Google
Відносини Mozilla Corporation з Google було відзначені в популярній пресі, особливо з урахуванням їх платного договору. Угода Mozilla щодо оригінального пошуку з Google закінчилася у 2011 році, але була укладена нова угода, де Google погодився виплатити Mozilla трохи менше мільярда доларів протягом трьох років в обмін на браузер, щоб залишити Google як пошукову систему за умовчанням. Ціна була підвищена через агресивні торги від пошукових систем Microsoft Bing і Yahoo!' з участю в аукціоні. Незважаючи на угоду, Mozilla Firefox підтримує відносини з Bing, Yahoo!, Яндекс, Amazon.com і eBay.
Випуск анти-фішингу захист Firefox 2, зокрема, підняв серйозні протиріччя: анти-фішинговий захист, включений за замовчуванням, заснований на тому, що оновлюється двічі на годину з серверів Google. Користувач не може змінити дані постачальника в GUI, і не в курсі, хто постачальник даних за замовчуванням. Браузер відправляє в Google cookie з кожним оновленням запитом. Деякі правозахисні групи інтернет-конфіденційності висловили стурбованість з приводу Google, можливо, використання для цього даних, особливо з Firefox політикою конфіденційності свідчить, що Google може розповсюдити особистої інформацію, а зібрану через безпечний перегляд з третіми особами, в тому числі бізнес-партнерами.
Наступні генеральний директор Google Ерік Шмидт прокоментував в грудні 2009 року конфіденційність під час CNBC подивитися, Asa Dotzler, директор Mozilla з розвитку спільноти припустили, що користувачі використовують пошукову систему Bing замість Google search. Google також сприяв Firefox через YouTube до виходу Google Chrome. У серпні 2009 року, Mozilla Security допомагала Google, вказуючи на брак безпеки в Google Chrome.

### Microsoft
Голова австралійського Microsoft Стів Вамос заявив наприкінці 2004 року, що він не бачить Firefox як загрозу, і що немає значного попиту на набір функцій Firefox серед користувачів Microsoft. Глава Microsoft Білл Гейтс використовував Firefox, але прокоментував, що «це просто ще один браузер, та Microsoft Internet Explorer кращий».
Microsoft у документах поданих 30 червня 2005 року до комісії з цінних паперів визнав, що «конкуренти, такі як Mozilla, пропонують програмне забезпечення, яке конкурує з Internet Explorer у можливостях перегляду вебпродуктів для операційної системи Windows». Швидко було випущено Internet Explorer 7 з функціональністю, яка раніше була доступна в Firefox і інших браузерах, такою як вкладки в браузері і RSS-канали.
Незважаючи на холодний прийом від топ-менеджменту Microsoft, Internet Explorer development team, підтримує зв'язок з Mozilla. Вони регулярно зустрічаються, щоб обговорити вебстандарти, такі як сертифікати, extended validation. У 2005 році, Mozilla домовилася, що дозволить Microsoft використовувати свій вебканал, логотип в інтересах загального графічного представлення вебновин.
У серпні 2006 року Microsoft запропонував допомогти Mozilla інтегрувати Firefox з майбутньою Windows Vista; пропозицію було прийнято.
У жовтні 2006 року, як привітання для успішної версії Firefox 2, Internet Explorer 7 development team відправив торт для Mozilla. Як данина у війнах браузерів, дехто жартома припустив, що Mozilla відправила торт назад разом з рецептом, посилаючись на рух open-source. IE development team послав ще один Торт на 17 червня 2008 року, після успішного виходу Firefox 3, знову на 22 березня 2011 року, для Firefox 4, і ще раз за реліз Firefox 5.
У листопаді 2007 року, Джефф Джонс («директор стратегічної безпеки» Microsoft Trustworthy Computing Group) розкритикував Firefox, стверджуючи, що Internet Explorer досвідчений в плані вразливостей і на порядок вищий в плані серйозності вразливостей, ніж Firefox в типових сценаріях.
У лютому 2009 року, компанія Microsoft випустила Service Pack 1 для версії 3.5 .NET Framework. Це оновлення також встановлене Microsoft.NET Framework Assistant add-on (включення ClickOnce, підтримки). Оновлення отримало увагу засобів масової інформації після того, як користувачі виявили, що надбудова не може бути видалена за допомогою надбудови інтерфейсу. Кілька годин після того, як на сайті Annoyances.org розміщена стаття з приводу цього оновлення, роботодавець Microsoft Бред Абрамс написав у своєму блозі Microsoft пояснення, чому аддон був встановлений, а також докладні інструкції про те, як видалити його. Проте, єдиний спосіб позбутися від цього розширення — змінити вручну в реєстрі Windows, що може спричинити те, що системи Windows не завантажаться, якщо не все зроблено правильно.
16 жовтня 2009, Mozilla заблокували Всі версії Microsoft .NET Framework Assistant, що використовувалися з Firefox і Mozilla Add-ons служби. Два дні потому, add-on був видалений з чорного списку після підтвердження від Microsoft, що це не вектор уразливості. Версія 1.1 (випущена 10 червня 2009 року Mozilla Add-ons-послуги), а пізніше Microsoft .NET Framework Assistant дозволяє користувачеві вимкнути і видалити в нормальному режимі.
Firefox — це один із дванадцяти браузерів, пропонованих європейською економічною зоною користувачам Microsoft Windows, починаючи з 2010 року.

### IRS аудиту
Служба внутрішніх доходів США відкрила аудит Mozilla foundation 2004-5 доходів у 2008 році, за його пошук роялті, і в 2009 році дослідження були розширені у 2006 і 2007 роках податкових років, хоча частина аудиту була закрита. Так як Mozilla не отримує, принаймні, третину своїх доходів за рахунок суспільних пожертвувань, він не може автоматично вважатися як публічна благодійність.
У листопаді 2012 року, аудит не був закритий після виявлення, що Mozilla Foundation зобов'язаний врегулювати $1,5 млн у IRS.

## Люди
Більшість Mozilla Foundation співробітників передані до нової організації Mozilla Corporation-засновників.

### Рада директорів
У Раду директорів призначається у відповідальність Mozilla Foundation's board. У березні 2014 року, половина членів правління подали у відставку. Решта членів Ради директорів:
- Мітчелл Бейкер, Голова Виконавчого комітету
- Рід Хоффман, колишній генеральний директор LinkedIn
- Катаріна Борчерт[en], генеральний директор Spiegel Online[6]
- Кріс Берд, генеральний директор, колишній СМО.[7]

Мітчелл Бейкер, Рід Хоффман, колишній генеральний директор ВАТ LinkedIn
Катаріна Борхерта, генеральний директор ВАТ «Spiegel Online»
Кріс борода, генеральний директор, колишній CMO.

### Управління командою
До вищого менеджменту входять:
- Мітчелл Бейкер, Голова Виконавчого комітету
- Кріс Берд, генеральний директор, колишній СМО
- Джим Кук, фінансовий директор
- Denelle Dixon-Thayer, COO
- Андреас Гал[en], технічний директор
- Li Gong, старший віце-президент мобільних пристроїв

### Визначні співробітники
- Sheeri Cabral, MySQL DBA
- Аса Доцлер, директор Firefox Desktop
- Johnny Stenbäck
- Andreas Gal
- John Hammink

### Визначні колишні співробітники
- Брендан Айх, колишній CEO Mozilla Corporation, винахідник JavaScript
- John Lilly, former CEO of Mozilla Corporation
- Christopher Blizzard, former Open Source Evangelist (now at Facebook)
- John Resig, former Technical Evangelist (now at Khan Academy)
- Mike Schroepfer, former VP of Engineering (now at Facebook)
- Mike Shaver, former VP of Technical Strategy (now at Facebook)
- Window Snyder, former Chief Security Officer (now at Apple Inc.)
- Ellen Siminoff, former board member, also President and CEO of Shmoop University and Chairman of Efficient Frontier